# 팬더 대소동
팬더 대소동(The Amazing Panda Adventure)은 미국에서 제작된 크리스토퍼 케인 감독의 1995년 영화이다. 스티븐 랭 등이 주연으로 출연하였고 리 리치 등이 제작에 참여하였다.

## 출연

### 주연
- 스티븐 랭
- 라이언 슬러터
- 이 딩

### 조연
- 이사벨라 호프만
- 더그 에이브러햄스
- 존 윌렛
- Lang Ping